# Sarzyna
Sarzyna – wieś w południowo-wschodniej Polsce, położona w województwie podkarpackim, w powiecie leżajskim, w gminie Nowa Sarzyna. Miejscowość jest siedzibą rzymskokatolickiej parafii św. Sebastiana należącej do dekanatu Leżajsk II w archidiecezji przemyskiej.
Przez Sarzynę przepływa rzeka Trzebośnica, niewielka rzeka dorzecza Wisły, dopływ Sanu. Wieś królewska Scharzyna, położona była w 1589 roku w starostwie niegrodowym leżajskim w ziemi przemyskiej województwa ruskiego. W latach 1975–1998 miejscowość administracyjnie należała do województwa rzeszowskiego.

## Części wsi
| SIMC    | Nazwa    | Rodzaj     |
| ------- | -------- | ---------- |
| 0657622 | Grzęba   | Część wsi  |
| 0657639 | Młynarze | Część wsi  |
| 0657651 | Poręba   | Przysiółek |
| 0657645 | Za Wodą  | Część wsi  |

## Historia
Znaczne ożywienie osadnictwa na terenie południowo - wschodnich krańców Puszczy Sandomierskiej nastąpiło dopiero w wiekach XIV i XV, kiedy to wodny szlak handlowy, jakim był wówczas San, zaczął przyciągać osadników z Ziemi Sandomierskiej, Śląska, Mazowsza i Wołoszczyzny. Rdzennymi mieszkańcami tych terenów była wówczas ludność pochodzenia ruskiego. Obszar puszczy stanowił naturalną granicą między Polską i Rusią, o którą toczono liczne spory i utarczki.
Względny spokój zapanował tu dopiero w 1340 r., kiedy to Kazimierz Wielki przyłączył do Polski Ruś Halicką. Obszary puszczańskie stały się dobrami królewskimi, na których rozpoczęto akcję lokowania nowych osad służebnych na prawie niemieckim. Jedną z nich była Sarzyna – lokowana w 1390 r. Według legendy wieś utworzyło 24 gospodarzy, z których każdy musiał wykarczować i uprawiać 100 morgów lasu. Od 1433 r. wieś weszła w dzierżawę wojewody sandomierskiego Spytka z Tarnowa i Jarosławia herbu Leliwa, a następnie jego potomków.
Położenie wsi w głębokiej puszczy miało decydujący wpływ na zajęcia ludności, która zajmowała się głównie wyrębem lasu, bartnictwem i zbieractwem, stopniowo wprowadzając uprawę wydartych puszczy pól. Rozległe obszary Puszczy Sandomierskiej, bogate były we wszelkie dobra leśne, w tym dziką zwierzynę, na którą w 1397 i 1410 roku polował król Władysław Jagiełło. W roku 1565 na terenie ówczesnego przysiółka Sarzyny, a dzisiejszej Rudy Łańcuckiej rozpoczęto wytop żelaza z występujących tu obficie rud darniowych.
W 1595 roku został wybudowany w Sarzynie pierwszy kościół, a 3 lata później utworzono parafię rzymskokatolicką.
Wieki XVI i XVII przyniosły plagę najazdów. Pierwszym z najpoważniejszych był najazd Tatarów z 1524 roku, kiedy to Leżajsk i okoliczne miejscowości zostały zrównane z ziemią. W początkach XVII w. doszło do konfliktu zbrojnego pomiędzy panem na Łańcucie Stanisławem Stadnickim, zwanym „diabłem łańcuckim”, a starostą leżajskim Łukaszem Opalińskim. W wyniku zaciętych walk Leżajsk ponownie został spalony, a chłopi z Sarzyny przez 2 lata nie mogli pod karą śmierci obsiewać pól. Po zakończeniu wojny magnackiej na tereny starostwa w 1624 r. spadł kolejny atak Tatarów, a w latach 1655-56 dwukrotnie przeszły tędy wojska Karola Gustawa. Podczas drugiego przemarszu doszło w okolicy Sarzyny do bitwy, w której licznie brali udział chłopi z tej i innych miejscowości, zadając Szwedom dotkliwe straty. W następnym roku teren starostwa zaatakowały wojska węgierskie pod dowództwem Stefana Rakoczego, zaś w roku 1702 nastąpił ponowny najazd Szwedów. Wymienione konflikty zrujnowały gospodarkę i przyczyniły się do upadku okolicznych terenów.
Po pierwszym rozbiorze z roku 1772 obszar Sarzyny, znalazł się w rękach Austriaków, którzy prowadzili systematyczną politykę kolonizacyjną, wykupując ziemię od zubożałych Polaków. Powstały wówczas liczne kolonie niemieckie m.in. Konigsberg w Woli Zarczyckiej, Niemcy w Łukowej, Hirsbach w Jelnej.
Od 1835 r. proboszczem parafii w Sarzynie był ksiądz Marceli Śleczkowski - postać niezwykle ciekawa. Był on członkiem Towarzystwa Literackiego w Krakowie. Piastował także godności: kanonika Kapituły Krakowskiej, Penitencjariusza Papieskiego. Był postulatorem kanonizacji św. Józefa Kuncewicza - kanonika przemyskiego. Ksiądz Śleczkowski posiadał również nadany przez papieża przywilej udzielania odpustów oraz błogosławieństwa papieskiego. W związku z tym do Sarzyny przybywały liczne pielgrzymki wiernych z sąsiednich i dalszych parafii.
W 1840 roku pobliską Łętownię nabył baron Wilhelm Hompesch, austriacki magnat. Po jego śmierci, włości przejął jego syn Ferdynand. Przedsiębiorczy magnat był inicjatorem budowy linii kolejowej z Rozwadowa do Przeworska. Z jego inicjatywy we wsi rozpowszechniło się koszykarstwo. Linię kolejową na trasie Rozwadów – Przeworsk Austriacy oddali do użytku ostatecznie w 1900 roku.
Zakończenie I wojny światowej przyniosło długo oczekiwaną niepodległość, ale stało się to kosztem ogromnych strat. Położona w pobliżu granicy zaborów Sarzyna, znalazła się w centrum walk. Wieś przechodziła z rąk do rąk, ciągle będąc pod ostrzałem. Po niemal roku drobnych starć, Rosjanie postanowili zaatakować w dniu 16 maja 1915 roku. Natarcie utknęło jednak w krzyżowym ogniu artylerii austriackiej. Rosjanie, tracąc dużą liczbę żołnierzy, zostali zmuszeni do wycofania się. W wyniku kilkudniowej bitwy Sarzynę strawił ogromny pożar, a większość ludności ewakuowano do pobliskich miejscowości. Ostatnim akcentem wojny w Sarzynie było rozbrojenie przez chłopów posterunku żandarmerii stacjonującego na terenie Rudy Łańcuckiej oraz obsadzenie poczty i stacji kolejowej. Miało to miejsce 2 listopada 1918 roku.
Po odzyskaniu niepodległości mieszkańcy Sarzyny i pobliskich miejscowości borykali się z wieloma trudnościami. Mało urodzajne ziemie nie wydawały dużych plonów, dlatego na szerszą skalę rozwinęło się koszykarstwo. Bardziej dynamiczny rozwój okolic Sarzyny nastąpił dopiero od 1937 r., kiedy to ówczesne Ministerstwo Spraw Wojskowych podjęło decyzję o budowie zakładów chemicznych, mających produkować nitrozwiązki. Fabryka miała być jednym z wielu zakładów przemysłowych, które powstały na terenie województw: lwowskiego, lubelskiego, krakowskiego i kieleckiego w ramach Centralnego Okręgu Przemysłowego. Inicjatorem i twórcą COP-u był ówczesny wiceminister inż. Eugeniusz Kwiatkowski, zaś celem odbudowa i rozbudowa potencjału ekonomicznego odrodzonego państwa. Fabryka w Sarzynie rosła w bardzo szybkim tempie, zatrudniono tu wielu specjalistów przybyłych z całego budowę osiedla mieszkaniowego - zalążka dzisiejszego miasta. W 1939 roku stały już budynki fabryczne, rozpoczął się montaż instalacji i aparatury chemicznej.
Krótki okres rozwoju regionu przerwał wybuch II wojny światowej. W dniu 13 września 1939 roku wojska niemieckie wkroczyły do zakładu. Nastąpił demontaż urządzeń, wywiezionych następnie w głąb Rzeszy. W pustych budynkach okupanci zorganizowali magazyn broni i amunicji, zmuszając okoliczną ludność do przymusowej pracy. Odmówienie pracy karane było śmiercią, czego przykładem jest fakt rozstrzelania z tego powodu pięciu mieszkańców Sarzyny.
Okupacja oraz działania wojenne spowodowały na terenie fabryki ogromne straty. Zniszczeniu uległa elektrownia, budynki produkcyjne i mieszkalne, spaliło się 50 ha lasu. 22 lipca 1944 roku, po ośmiogodzinnej bitwie do zakładu wkroczyli Rosjanie. Nie zastali tu broni i amunicji, gdyż ta została wcześniej przez Niemców wywieziona. Oczyszczaniem terenu fabryki z min i resztek amunicji zajęli się żołnierze Wojska Polskiego. Następnie zarząd objęły Zakłady Chemiczne Boruta w Zgierzu - jeden z głównych przedwojennych udziałowców inwestycji.
Rozpoczął się okres intensywnej odbudowy zakładu i budowy dwóch osiedli mieszkaniowych. Pierwszym samodzielnym dyrektorem fabryki został mgr inż. Stanisław Opałko. Uruchomienie pierwszej produkcji - wyrobów dla fotochemii miało miejsce w 1954 roku. W latach 1955–1960 zakłady rozpoczęły wytwarzanie nitrozwiązków i tworzyw sztucznych m.in. polistyrenu i nowolaków. W latach następnych uruchomiono produkcję chwastoksu - pierwszego rodzimego środka ochrony roślin, żywic epoksydowych i poliestrowych, a także wyrobów silikonowych, które były wówczas nowością na polskim rynku.
Po wojnie we wsi zapanował względny spokój. W 1964 roku w Sarzynie wybudowano szkołę oraz zelektryfikowano wieś. We wsi działa koło gospodyń wiejskich, OSP oraz klub sportowy KS - Sarzyna.